# 金山北インターチェンジ
金山北インターチェンジ（かねやまきたインターチェンジ）は、山形県最上郡金山町にある東北中央自動車道（金山道路・主寝坂道路）のインターチェンジである。名称は仮称である。
金山北IC以南の金山道路が未開通のため、インターチェンジとしては未完成であり、主寝坂道路と国道13号（国道344号線と重複）を結ぶ暫定出入口が設置されている。

## 歴史
- 1996年（平成8年）度 : 主寝坂道路が事業化される[1]。
- 2000年（平成12年）度 : 主寝坂道路の工事に着手する[1]。
- 2008年（平成20年）3月30日 : 主寝坂道路の金山北IC - 中田仮出入口（現・中田IC）間が開通し、中田仮出入口がインターチェンジ化され中田ICとなる[2]。
- 2018年（平成30年）4月 : 金山道路事業化[3]。
- 未定 : 金山道路・金山IC - 金山北IC間開通予定[4]。

## 周辺
- 中田簡易郵便局

## 接続する道路
- 国道13号（国道344号と重複）

## 隣
E13 東北中央自動車道（金山道路・主寝坂道路）
金山IC（仮称・事業中） - 金山北IC（仮称）  - 中田IC